# Trường Long Tây
Trường Long Tây là một xã thuộc thành phố Cần Thơ, Việt Nam.

## Địa lý
Xã Trường Long Tây có vị trí địa lý:
- Phía đông giáp xã Trường Long và xã Trường Thành
- Phía tây giáp xã Vị Thanh 1 và tỉnh An Giang
- Phía nam giáp xã Tân Hòa
- Phía bắc giáp xã Trường Xuân.

Xã Trường Long Tây có diện tích 50,59 km², dân số năm 2024 là 25.313 người, mật độ dân số đạt 500 người/km².

## Lịch sử
Sau năm 1956, huyện Châu Thành thuộc tỉnh Cần Thơ.
Năm 1965, Tỉnh ủy Cần Thơ ban hành Quyết định về việc:
- Chia xã Trường Thành thuộc huyện Ô Môn thành xã Trường Long và xã Trường Thành.
- Chuyển xã Trường Long thuộc huyện Ô Môn về cho huyện Châu Thành A quản lý.

Tháng 10 năm 1966, Tỉnh ủy Cần Thơ ban hành Quyết định về việc chia huyện Châu Thành thuộc tỉnh Cần Thơ thành huyện Châu Thành A và huyện Châu Thành B.
Cuối năm 1967, Tỉnh ủy Cần Thơ ban hành Quyết định về việc thành lập huyện Châu Thành trên cơ sở huyện Châu Thành A và huyện Châu Thành B.
Năm 1973, chia xã Trường Long thuộc huyện Châu Thành thành xã Trường Long và xã Trường Long Tây.
Năm 1975, Chính quyền Cách mạng ban hành Quyết định về việc:
- Thành lập xã Trường Long Tây thuộc huyện Châu Thành trên cơ sở giải thể xã Lệ Tâm.
- Sáp nhập một phần nhỏ diện tích của xã Lệ Tâm vào xã Trường Xuân thuộc huyện Ô Môn.

Ngày 20 tháng 9 năm 1975, Bộ Chính trị ban hành Nghị quyết số 245-NQ/TW về việc hợp nhất tỉnh Cần Thơ (ngoại trừ huyện Thốt Nốt), tỉnh Sóc Trăng, tỉnh Trà Vinh, tỉnh Vĩnh Long thành một tỉnh, tên gọi tỉnh mới cùng với nơi đặt tỉnh lỵ sẽ do địa phương đề nghị lên.
Ngày 20 tháng 12 năm 1975, Bộ Chính trị ban hành Nghị quyết số 19/NQ về việc hợp nhất tỉnh Cần Thơ (bao gồm cả huyện Thốt Nốt của tỉnh Long Xuyên), tỉnh Sóc Trăng thành một tỉnh mới, tên gọi tỉnh mới cùng với nơi đặt tỉnh lỵ sẽ do địa phương đề nghị lên.
Ngày 24 tháng 2 năm 1976, Chính phủ Cách mạng lâm thời Cộng hòa miền Nam Việt Nam ban hành Nghị định số 3/NQ/1976 về việc hợp nhất tỉnh Cần Thơ, tỉnh Sóc Trăng và thành phố Cần Thơ thành một tỉnh mới, lấy tên là tỉnh Hậu Giang.
Ngày 15 tháng 9 năm 1981, Hội đồng Bộ trưởng ban hành Quyết định số 70-HĐBT về việc chia xã Trường Long Tây thuộc huyện Châu Thành thành 3 xã: Trường Bình, Trường Hưng, Trường Lộc.
Ngày 16 tháng 9 năm 1989, Hội đồng Bộ trưởng ban hành Quyết định số 128-HĐBT về việc thành lập xã Trường Long Tây thuộc huyện Châu Thành trên cơ sở 3 xã: Trường Bình, Trường Hưng, Trường Lộc.
Ngày 26 tháng 12 năm 1991, Quốc hội ban hành Nghị quyết về việc chia tỉnh Hậu Giang thành tỉnh Cần Thơ và tỉnh Sóc Trăng.
Ngày 6 tháng 11 năm 2000, Chính phủ ban hành Nghị định số 64/2000/NĐ-CP về việc:
- Tái lập huyện Châu Thành A thuộc tỉnh Cần Thơ.
- Chuyển xã Trường Long Tây thuộc huyện Châu Thành về huyện Châu Thành A mới tái lập quản lý.

Ngày 10 tháng 7 năm 2001, Chính phủ ban hành Nghị định số 37/2001/NĐ-CP về việc thành lập xã Trường Long A thuộc huyện Châu Thành A trên cơ sở 2.771 ha diện tích tự nhiên và 10.619 nhân khẩu của xã Trường Long Tây.
Sau khi điều chỉnh địa giới hành chính, xã Trường Long Tây còn lại 2.165 ha diện tích tự nhiên và 7.678 nhân khẩu.
Ngày 26 tháng 11 năm 2003, Quốc hội ban hành Nghị quyết số 22/2003/QH11 về việc chia tỉnh Cần Thơ thành thành phố Cần Thơ trực thuộc trung ương và tỉnh Hậu Giang.
Tính đến ngày 31/12/2024:
- Xã Trường Long A có 10 ấp: Trường Bình, Trường Bình A, Trường Hiệp, Trường Hiệp A, Trường Hòa, Trường Hòa A, Trường Hưng, Trường Lợi, Trường Lợi A, Trường Thắng.
- Xã Trường Long Tây có 7 ấp: Trường Phước, Trường Phước A, Trường Phước B, Trường Thọ, Trường Thọ A, Trường Thuận, Trường Thuận A.

Ngày 12 tháng 6 năm 2025, Quốc hội ban hành Nghị quyết số 202/2025/QH15 về việc sắp xếp đơn vị hành chính cấp tỉnh (nghị quyết có hiệu lực từ ngày 12 tháng 6 năm 2025). Theo đó, sáp nhập tỉnh Hậu Giang và tỉnh Sóc Trăng vào thành phố Cần Thơ.
Ngày 16 tháng 6 năm 2025:
- Quốc hội ban hành Nghị quyết số 203/2025/QH15[15] về việc Sửa đổi, bổ sung một số điều của Hiến pháp nước Cộng hòa xã hội chủ nghĩa Việt Nam. Theo đó, kết thúc hoạt động của đơn vị hành chính cấp huyện trong cả nước từ ngày 1 tháng 7 năm 2025.
- Ủy ban Thường vụ Quốc hội ban hành Nghị quyết số 1668/NQ-UBTVQH15[16] về việc sắp xếp các đơn vị hành chính cấp xã của thành phố Cần Thơ năm 2025 (nghị quyết có hiệu lực từ ngày 16 tháng 6 năm 2025). Theo đó, sáp nhập toàn bộ 28,02 km² diện tích tự nhiên và quy mô dân số là 14.784 người của xã Trường Long A vào toàn bộ 22,57 km² diện tích tự nhiên và quy mô dân số là 10.529 người của xã Trường Long Tây thuộc huyện Châu Thành A, tỉnh Hậu Giang.

Xã Trường Long Tây có 50,59 km² diện tích tự nhiên và quy mô dân số là 25.313 người.